# Поляново (област Бургас)
 Тази статия е за селото в Област Бургас.  За другото българско село с това име вижте Поляново (Област Хасково).  
Поляново е село в Югоизточна България, община Айтос, област Бургас.

## География
Село Поляново се намира на около 6 km запад-северозападно от общинския център град Айтос. Разположено е в Айтоската котловина. Климатът е преходноконтинентален със слабо морско климатично влияние.
Общински път свързва Поляново със село Карагеоргиево на север, а на юг – след пресичането на първокласния Подбалкански път, водещ на изток към Айтос и на запад – към Карнобат – със село Пирне. На около 0,5 km североизточно от Поляново минава железопътната линия Пловдив – Бургас, на която има гара, обслужваща селата Поляново и Карагеоргиево. Надморската височина в центъра на селото е около 124 m.

## История
След края на Руско-турската война 1877 – 1878 г., по Берлинския договор селото остава на територията на Източна Румелия. От 1885 г. – след Съединението, то се намира в България с името Марково. Преименувано е на Поляново през 1949 г.
През 1948 г. в Поляново (тогава село Марково) е учредено Трудово кооперативно земеделско стопанство (ТКЗС) „Червено знаме“ – село Марково, Бургаско, което през 1954 г. влива в ТКЗС „Социализъм“ (дотогавашно ТКЗС „Единство“), село Карагеоргиево.
От периода 1957 – 1968 г. в Държавния архив – Бургас, се съхраняват документи на/за Народно основно училище „Н. Й. Вапцаров“, Поляново, фонд 874.

## Население
Населението на село Поляново наброява 254 души към 1934 г., вследствие на миграция намалява до 196 към 1956 г. и нараства до 402 към 1985 г., а към 2018 г. е с численост 364 души (по текущата демографска статистика за населението).

### Етнически състав
Преброяване на населението през 2011 г.
Численост и дял на етническите групи според преброяването на населението през 2011 г.:
|                     | Численост |
| Общо                | 393       |
| Българи             | 13        |
| Турци               | 357       |
| Цигани              | -         |
| Други               | -         |
| Не се самоопределят | -         |
| Неотговорили        | 23        |

## Религии
Преобладаващата религия в село Поляново е ислям.

## Обществени институции
Село Поляново към 2020 г. е център на кметство Поляново.
В село Поляново към 2020 г. има:
- джамия;[10]
- пощенска станция.[11]